# Mezichladič

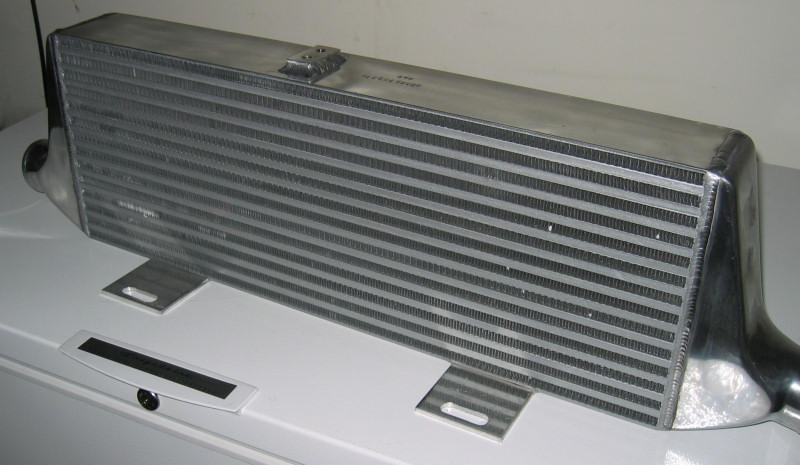
Typický příklad provedení mezichladiče

Mezichladič plnicího vzduchu případně mezichladič palivové směsi (též intercooler, v americké angličtině pak aftercooler) je zařízení na výměnu tepla u přeplňovaných motorů — s turbodmychadlem nebo mechanickým kompresorem poháněným převodem od klikového hřídele. Jeho úkolem je ochlazovat stlačený vzduch (resp. palivovou směs) vystupující z dmychadla, což umožňuje dostat do válce vyšší hmotnost vzduchu umožňující shoření větší dávky paliva a tedy vyšší výkon motoru při zachování jeho zdvihového objemu. Co možná nejnižší teplota zlepšuje tzv. plnicí účinnost motoru, posouvá níže teplotu cyklu a tím také oddaluje riziko samovznícení paliva předtím, než je zapálí jiskra zapalovací svíčky (samozápaly a detonace jsou problémem výkonných zážehových motorů).
Pojem inter (anglicky „vnitřní“ či „mezi“) v názvu pochází ještě z původních historických letadlových motorů, u kterých mezichladič ochlazoval vzduch mezi jednotlivými stupni dmychadla. V dnešních automobilových motorech se vesměs nacházejí tak zvané aftercoolery (after, tedy po či za), protože se nacházejí až za turbodmychadlem či kompresorem.
Mezichladiče se mohou lišit zejména rozměry a obsahem, provedením výměníku (kupř. voštinový), technologií výroby a umístěním v automobilu. Stejně jako vzduchový filtr se mezichladič umisťuje do motorového prostoru tak, aby měl co největší přísun vzduchu, který o automobil naráží v závislosti na jeho rychlosti. Proto jsou také intercoolery výkonnější čím rychleji se vůz pohybuje, protože to má za následek větší přísun vzduchu (pokud není použito nucené proudění pomocí ventilátoru).

## Příklady instalace mezichladiče

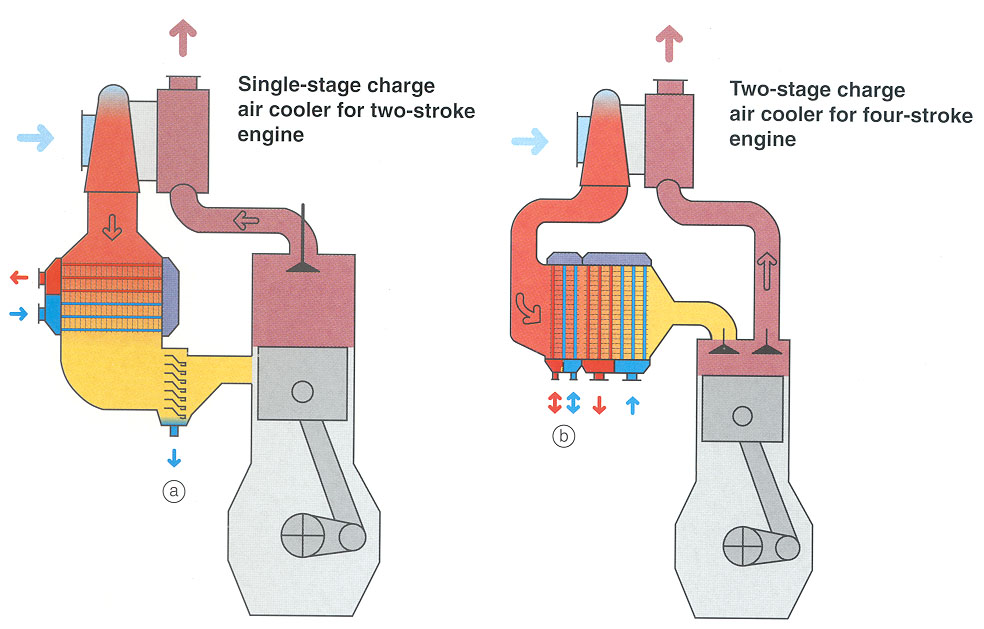
Poloha mezichladiče u velkého dieselového motoru

Mezichladiče se velmi často montují do prostoru mezi chladič chladicí kapaliny, který bývá umístěn ihned za předním nárazníkem, a motor. Zejména u sportovních a závodních vozů se pak záměrně mění pořadí, takže se umisťuje jako první a až poté následuje chladič, aby došlo k maximálnímu ochlazení plnicího vzduchu. Právě závodní a sportovní vozy jsou upravovány pro maximální výkon (byť i při snížené životnosti motoru).
Některé motory mají mezichladič umístěný vedle chladiče. Toto řešení eliminuje problém s pořadím těchto dvou prvků.
Stejně používaným řešením je instalace mezichladiče do zadní části motorového prostoru, blíže k čelnímu oknu. Vedení vzduchu je pak řešeno buďto samostatným přívodem z plastu, plechu či jiného materiálu na vnitřní stěně kapoty, nebo samostatným sacím otvorem nahoře na kapotě.

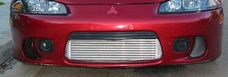
Mezichladiče sportovních aut bývají z velké části umístěny za nárazníkem.
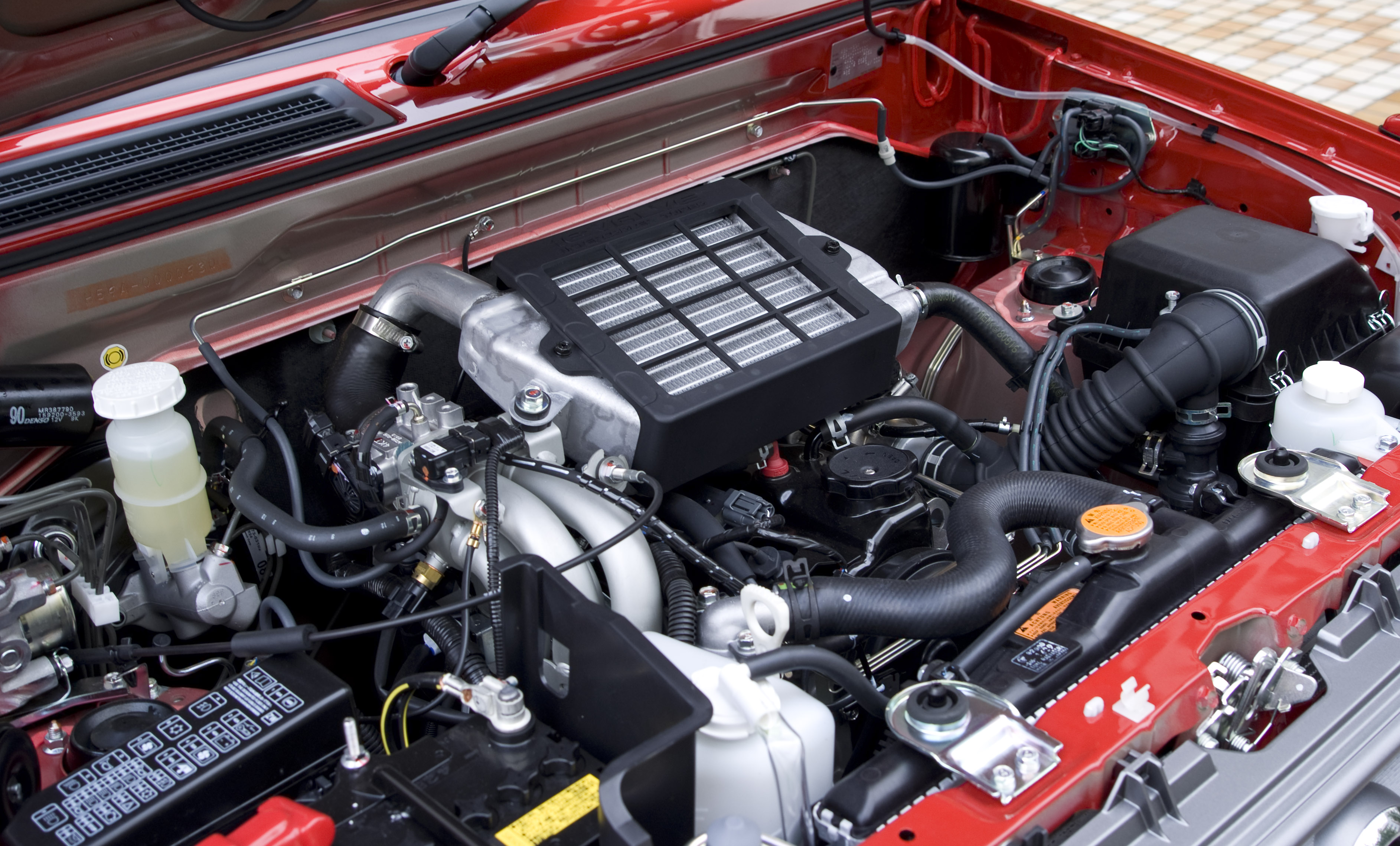
Mezichladič v motoru Mitsubishi 4A30 nainstalovaný nad motorem.
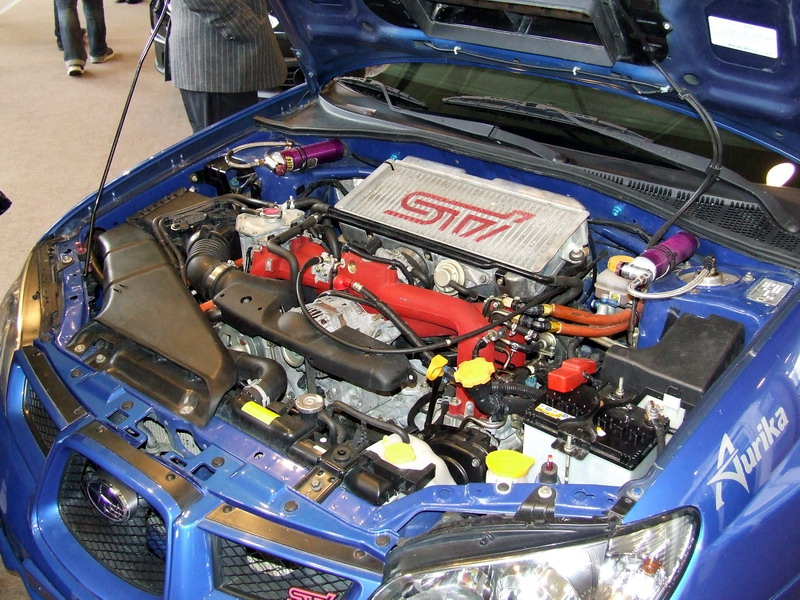
Mezichladič u vozidla Subaru Impreza WRX STI. Zde je nainstalován v zadní části motoru, téměř u čelního okna.
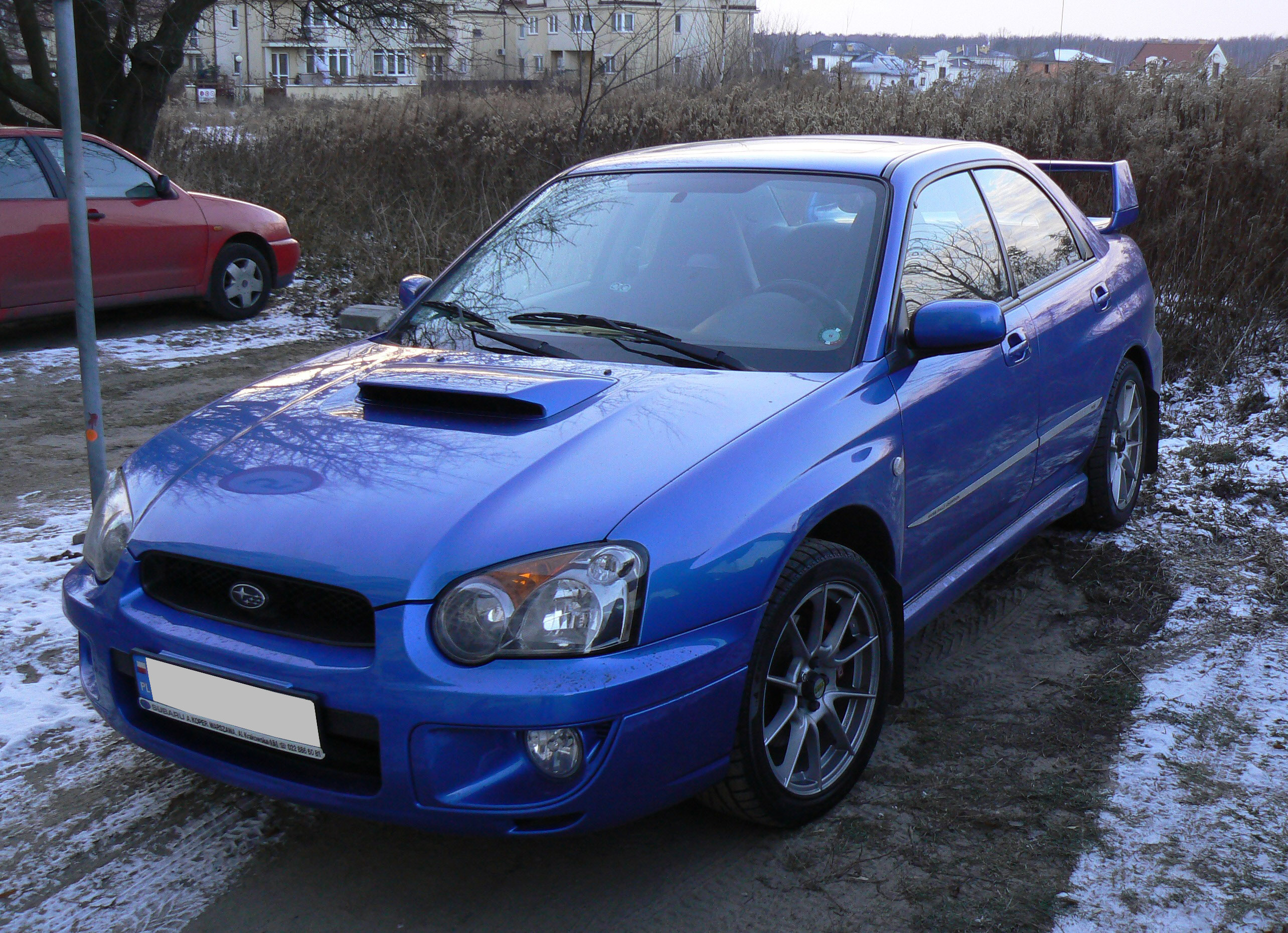
Subaru Impreza WRX STI je jedním z typických sériově vyráběných vozů, který má samostatný vstup vzduchu přímo na kapotě.

### Ostřik mezichladiče
Zejména závodní vozy používají také ostřik vodou. Toto řešení umožňuje dosáhnout při stejných rozměrech vyššího výkonu mezichadiče, často se také záměrně do nádobky s vodou, ze které ostřikovač čerpá, dává co nejstudenější voda s kostkami ledu pro zvýšení efektu.